# Secuencia E-box

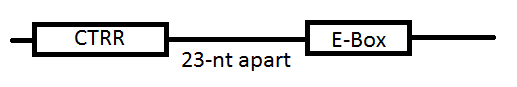
Relación de posición entre CTRR y Ebox

Un elemento E-box es una secuencia de ADN que se localiza normalmente en la región promotora de un gen. La secuencia consenso de los elementos E-box es 5'-CANNTG-3', con una región palindrómica caracterizada por la secuencia 5'-CACGTG-3'.
Los factores de transcripción que se unen más comúnmente a estas secuencias E-box u otras semejantes son aquellos que presentan motivos hélice-bucle-hélice, los cuales, al unirse, activan la transcripción de los genes situados a continuación.

## Proteínas que interaccionan con las secuencias E-box
- Complejo BMAL-CLOCK
- c-Myc